# 6649 Йокотатакао
6649 Йокотатакао (6649 Yokotatakao) — астероїд головного поясу, відкритий 5 вересня 1991 року.
Тіссеранів параметр щодо Юпітера — 3,392.
Названо на честь астронома-аматора Йокоти Такао (яп. よこた・たかお(横田孝夫) йокота такао).